# Après la pluie, le beau temps (film, 1919)
Cet article concerne le film de Cecil B. DeMille. Pour le film de Nathalie Schmidt, voir Après la pluie, le beau temps.
Pour les articles homonymes, voir Après la pluie, le beau temps (homonymie).
Pour plus de détails, voir Fiche technique et Distribution.
Après la pluie, le beau temps (titre original : Don't change your Husband) est un film américain réalisé par Cecil B. DeMille, sorti en 1919, avec en vedette Gloria Swanson, l'une des grandes stars du cinéma muet.

## Synopsis
Leila Porter est l'épouse d'un bourgeois, James Denby Porter, terre à terre qui ne fait pas attention à elle et surtout qui mange des oignons tout le temps. Elle décide de divorcer pour se remarier à Schuyler Van Sutphen qui se montre plus attentif envers elle. Le problème, c'est que ce dernier est un escroc, alors elle fait le chemin à l'envers, divorce de Schuyler et se remarie à James.

## Fiche technique
- Titre original : Don't Change Your Husband
- Titre français : Après la pluie, le beau temps
- Réalisation : Cecil B. DeMille
- Scénario : Jeanie Macpherson
- Production : Cecil B. DeMille et Jesse L. Lasky
- Photographie : Alvin Wyckoff
- Montage : Anne Bauchens
- Direction artistique : Wilfred Buckland
- Directeur technique : Howard Higgin
- Société de production : Artcraft Pictures Corporation
- Société de distribution : Artcraft Pictures Corporation (USA)
- Pays d'origine :  États-Unis
- Langue : anglais
- Format : Noir et blanc — 35 mm — 1,33:1 — Muet
- Procédé cinématographique : Spherical
- Durée du film : 6 mètres - 71 minutes
- Date de sortie : 
  - États-Unis : 26 janvier 1919

## Distribution

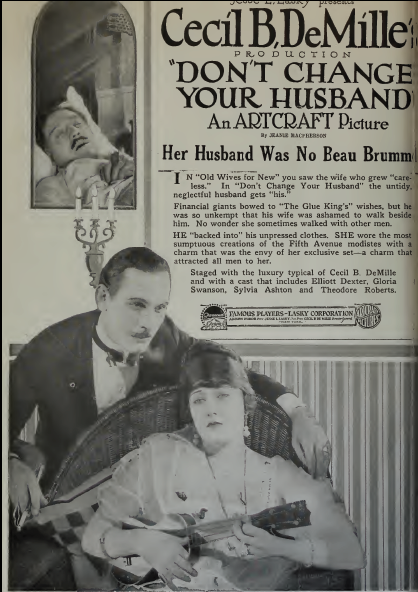
Publicité pour "Don't Change Your Husband" parue dans Film Daily (1919)

- Elliott Dexter : James Denby Porter
- Gloria Swanson : Leila Porter
- Lew Cody : Schuyler Van Sutphen
- Sylvia Ashton : Mme Huckney
- Theodore Roberts : l'évêque Thomas Thornby
- Julia Faye : Nanette i.e. Toodles
- James Neill : Majordome
- Ted Shawn : Faun

Acteurs non crédités
- Irving Cummings : rôle indéterminé
- Clarence Geldart : directeur du casino
- Raymond Hatton : croupier
- Jack Mulhall : membre du casino
- Guy Oliver : M. Frankel, le couturier
- Sam Wood : rôle indéterminé